# گئورگ مارتیروسیان
گئورگ مارتیروسیان (ارمنی: Գևորգ Մարտիրոսյան) یک بازیگر و خواننده اهل ارمنستان است. وی از سال ۲۰۱۰ میلادی تاکنون مشغول فعالیت بوده‌است.

## گزیده فیلمشناسی
از فیلم و مجموعه‌هایی که وی در آن نقش آفرینی کرده است می‌توان به فول هاوس در نقش داویت اشاره کرد.